# WWF WrestleMania (jeu vidéo, 1991)
Cet article concerne le jeu vidéo commercialisé en 1991. Pour le jeu vidéo de 1990, voir WWF WrestleMania (jeu vidéo, 1988).
 (février 2014).
Si vous disposez d'ouvrages ou d'articles de référence ou si vous connaissez des sites web de qualité traitant du thème abordé ici, merci de compléter l'article en donnant les références utiles à sa vérifiabilité et en les liant à la section « Notes et références ».
WWF WrestleMania (nommé d'après l'événement éponyme annuel de la World Wrestling Federation) est un jeu vidéo créé par Twilight en 1991 pour Amiga, Amstrad CPC, Atari ST, Commodore 64 et DOS. Il a été le seul jeu sur ordinateur, licencié par la WWF, disponible en Europe.
Visuellement, le jeu ressemble au jeu d'arcade intitulé WWF Superstars et se joue presque d'une manière similaire.

## Système de jeu
Le joueur peut choisir entre Hulk Hogan, The Ultimate Warrior ou The British Bulldog et doit combattre cinq adversaires pour devenir WWF Champion. Les adversaires incluent, par ordre, Mr. Perfect, The Warlord, Ted DiBiase, The Mountie et Sgt. Slaughter. Avant chaque match, l'adversaire posera des questions au joueur, et le joueur devra ensuite choisir parmi les réponses proposées.
Chaque catcheur est capable de donner coups de poing et coups de pied ainsi qu'un tas d'autres prises. Il existe une chaise à l'extérieur du ring qui peut être utilisée en guise d'arme. Chaque match possède un temps limite de cinq minutes.